# Synthymia nigra
Synthymia nigra là một loài bướm đêm trong họ Noctuidae.